# Syllitus timorensis
Syllitus timorensis är en skalbaggsart som beskrevs av Gilmour 1961. Syllitus timorensis ingår i släktet Syllitus och familjen långhorningar. Inga underarter finns listade i Catalogue of Life.